# تتسورو اوکی
تتسورو اوکی (انگلیسی: Tetsuro Uki؛ زادهٔ ۴ اکتبر ۱۹۷۱) بازیکن فوتبال اهل ژاپن است.
از باشگاه‌هایی که در آن بازی کرده‌است می‌توان به باشگاه فوتبال توکیو، باشگاه فوتبال جف یونایتد ایچیهارا چیبا، و باشگاه فوتبال توکیو اشاره کرد.